# Alvania alaskana
Alvania alaskana är en snäckart som beskrevs av Dall 1886. Alvania alaskana ingår i släktet Alvania och familjen Rissoidae. Inga underarter finns listade i Catalogue of Life.